# Сквала 2
Сквала 2 (англ. Skwahla 2) — індіанська резервація в Канаді, у провінції Британська Колумбія, у межах регіонального округу Фрейзер-Велі.

## Населення
За даними перепису 2016 року, індіанська резервація не ма постійного населення.

## Клімат
Середня річна температура становить 10,3°C, середня максимальна – 21,5°C, а середня мінімальна – -2,4°C. Середня річна кількість опадів – 1 708 мм.
| Клімат поселення                              | Клімат поселення | Клімат поселення | Клімат поселення | Клімат поселення | Клімат поселення | Клімат поселення | Клімат поселення | Клімат поселення | Клімат поселення | Клімат поселення | Клімат поселення | Клімат поселення | Клімат поселення |
| Показник                                      | Січ.             | Лют.             | Бер.             | Квіт.            | Трав.            | Черв.            | Лип.             | Серп.            | Вер.             | Жовт.            | Лист.            | Груд.            |                  |
| Середній максимум, °C                         | 7,13             | 9,51             | 11,78            | 14,46            | 17,79            | 20,47            | 21,13            | 21,46            | 18,50            | 13,69            | 9,20             | 6,01             |                  |
| Середня температура, °C                       | 2,39             | 4,79             | 7,03             | 9,72             | 13,04            | 15,73            | 18,00            | 18,32            | 15,37            | 10,59            | 6,09             | 2,89             |                  |
| Середній мінімум, °C                          | −2,36            | 0,02             | 2,30             | 4,97             | 8,30             | 10,99            | 14,87            | 15,20            | 12,25            | 7,47             | 2,96             | −0,21            |                  |
| Норма опадів, мм                              | 239              | 151              | 151              | 124              | 96               | 86               | 58               | 57               | 77               | 176              | 282              | 211              |                  |
| Середньомісячна швидкість вітру, м/с          | 3.18             | 3.07             | 3.17             | 3.07             | 2.96             | 2.95             | 2.88             | 2.65             | 2.40             | 2.58             | 3.07             | 3.21             |                  |
| Середньомісячна сонячна радіація, кДж/м²·день | 3257             | 6360             | 10092            | 15163            | 18712            | 20349            | 21641            | 18619            | 13355            | 7274             | 3629             | 2565             |                  |
| --------------------------------------------- | ---------------- | ---------------- | ---------------- | ---------------- | ---------------- | ---------------- | ---------------- | ---------------- | ---------------- | ---------------- | ---------------- | ---------------- | ---------------- |
| Джерело:                                      |                  |                  |                  |                  |                  |                  |                  |                  |                  |                  |                  |                  |                  |